# Шерток, Леон
Леон Шерток (фр. Léon Chertok; 31 октября 1910, Лида — 1991, Довиль) — французский психотерапевт, психоаналитик, доктор медицины, руководитель Центра психосоматической медицины им. Дежерина, профессор Сорбонны, ученик Лакана, гипнолог.

## Биография
Леон Шерток (имя при рождении — Лейб Григорьевич Черток) родился в 1910 году в городе Лида (Российская Империя), в еврейской семье. Обучался психиатрии в Пражском университете, где в 1938 году получил степень доктора медицины. В 1939 году приехал в Париж, который уже через год был оккупирован войсками нацистской Германии. В годы оккупации жил во Франции по поддельным документам, принимал активное участие в Сопротивлении.
После победы Союзников уехал в США, где в 1947 году прошёл интернатуру в Нью-Йоркской больнице Маунт-Синай на Манхэттене под началом психоаналитика Лоуренса Куби, возглавлявшего отделение психосоматической медицины. Научным руководителем стажировки был Франц Александер. Год спустя вернулся во Францию, где с 1948 по 1954 год работал вместе с известным психоаналитиком Жаком Лаканом.
В 1948—1949 годах Леон Шерток работал в психиатрической больнице Вильжюиф, где был ассистентом Марселя Монтассю. Там он впервые использовал гипноз для лечения 43-хлетней замужней пациентки, забывшей последние 12 лет своей жизни и уверенной, что ей 22 года. Метод сработал, и позднее Шерток рассказывает об этом Лакану. В 1950 году Шерток вместе с Виктором Гачкелем создал в Вильжюифе центр психосоматической медицины, где его посетил Франц Александер. В 1950-х годах отправился учиться у известных специалистов по гипнозу того времени: в США он встретился с Милтоном Эриксоном, а в Германии — с Иоганнесом Генрихом Шульцем.
В 1957 году Шерток возвращается во Францию, где вместе с Мишелем Сапиром и Пьером Абулкером создал Французское общество психосоматической медицины. В 1959 году провел свою первую конференцию по гипнозу перед психоаналитиками группы «Эволюция психиатрии», основанной Анри Эем. В том же году в ответ на пропаганду нового павловского метода безболезненных родов советскими психофизиологами Шерток выпустил свою знаменитую книгу «Гипноз: теория, практика и техника», в которой описал созданный им метод как основанный на внушении, а не на механическом подавлении боли.
В последующие годы Леон Шерток продолжал практиковать гипноз в Институте психиатрии Ла-Рошфуко. 70-е и 80-е годы были отмечены его дискуссиями с такими философами как Франсуа Рустанг, Миккель Борх-Якобсен, Мишель Анри и Изабель Стенгерс. Несмотря на работу с Лаканом и вклад в изучение гипноза, он так и не стал членом Французского психоаналитического общества, возможно, из-за поддержания связей с советскими психиатрами. В 1980 году выходит книга «Непонимание психики: гипотеза между психоанализом и биологией», в которой критикует психоаналитиков и их методы за пренебрежение гипнозом. В ответ психоаналитическое сообщество практически полностью игнорирует его вклад в развитие гипноза, предпочитая ссылаться на работы Эриксона и его последователей.
Леон Шерток скончался 6 июля 1991 года в нормандском городе Довиль на 80-м году жизни.

## Личная жизнь
Леон Шерток был женат на Изабелле Гольмунц, с которой у них в 1966 году родился сын — Грегори Шерток, известный инвестиционный банкир.

## Основные работы
1. «Гипноз. Теория, практика и техника» (1959; русские переводы: М.: Медицина, 1992 и М.: Сампо, 2002)
2. «Рождение психоаналитика От Месмера до Фрейда» (1973, совместно с Р. де Соссюром; русский перевод: М.: Прогресс, 1991)
3. «Непознанное в психике человека» (1976; русский перевод: М.: Прогресс, 1982)
4. «Сердце и разум» (1989, совместно с И. Стенгерс)
5. «Мемуары еретика» (1990)